# Сакр ібн Мухаммад аль-Касімі
Шейх Сакр ібн Мухаммад аль-Касімі (араб. صقر بن محمد القاسمي) — емір Рас-ель-Хайми, емірату на березі Перської затоки, з 1948 по 2010 рік. 10 лютого 1972 року, що під його керівництвом, Рас-ель-Хайма стала сьомим членом Договірного Оману, який увійшов в Об'єднані Арабські Емірати.
Він став правителем Рас-ель-Хайми 17 липня 1948 року, коли повалив свого дядька і тестя шейха Султана ібн Султана аль-Касімі в ході безкровного державного перевороту. Сакр вислав скинутого султана в Шарджу. На момент його смерті в 2010 році, Сакр був найстарішим правлячим монархом, його вік становив близько 90 років.

## Рання біографія
Шейх Сакр аль-Касімі народився в місті Рас-ель-Хайма, де він виховувався у свого батька, шейха Мухаммада ібн Султана, який правив еміратом як регент від імені свого хворого і паралізованого батька Саліма ібн Султана ель-Касімі в 1917—1919 роках. Однак, після смерті Мухаммада ібн Султана його молодший брат Султан ібн Султан взяв владу в свої руки. Султан ібн Султан аль-Касімі був визнаний англійцями як правитель Рас-ель-Хайми в 1921 році.

## Прихід до влади
Шейх Сакр ібн Мухаммад аль-Касімі став правителем емірату  Рас-ель-Хайма 17 липня 1948 року, коли в ході безкровного перевороту повалив Султана ібн Султана аль-Касімі, який нібито нехтуючи своїми підданими і сіючи між ними розлад, таємно підписав нафтові концесії з британською компанією Petroleum Concessions Ltd..
У перші роки при владі Сакр зіткнувся з необхідністю вирішити складну проблему, пов'язану з племенем Шілух, яке лежало під впливом султана Маската, але традиційно жили в гірських і прибережних районах Рас-ель-Хайми, наприклад, в раніше непокірному селі Шаам. В результаті Шілух, а також племена Зааб в Джазірат-ель-Хамрі і Танаїдж в Рамсі були взяті під контроль Рас-ель-Хайми військовим шляхом.

## Політика і приєднання до ОАЕ
Після отримання контролю над всією територією Рас-ель-Хайми Сакр почав делегувати свою владу вождям племен, щоб уникнути подальшого кровопролиття і полегшити співпрацю з племенами. Ці племінні вожді виконували роль посередників між шейхом Сакром і народом Рас-ель-Хайми; жоден виходець з того чи іншого племені не міг зустрітися з еміром без дозволу відповідного валі або шейха.
Шейх Сакр спочатку не підтримав включення Рас-ель-Хайми в ОАЕ, коли ті були утворено 2 грудня 1971 року. Причиною відмови стала суперечка з Іраном з приводу островів в Перській затоці, які до встановлення британського панування в регіоні контролювалися правителями Рас-ель-Хайми і Шарджі. Після евакуації британців і до створення ОАЕ, іранські військово-морські експедиційні сили висадилися на островах 30 листопада 1970 року. Шейх Сакр оголосив умовою вступу Рас-ель-Хайми в ОАЕ обіцянки шейха Заїда ібн Султана аль-Нахайяна (еміра Абу-Дабі), шейха Рашида ібн Саїда аль-Мактума (еміра  Дубаїв), що новий федеральний уряд ОАЕ підтримає претензії Рас-Ель-Хайм на острови. Після отримання цих обіцянок емірат Рас-Аль-Хайма приєднався до ОАЕ 10 лютого 1972 року.
Шейх Сакр призначив свого старшого сина, Халіда ібн Сакра Аль-Касімі, наслідним принцом Рас-ель-Хайми в 1974 році. 28 квітня 2003 року Сакр призначив іншого свого сина, шейха  Сауда ібн Сакра аль-Касімі наслідним принцом Рас-ель-Хайми а Халіда відправив у вигнання в місто Маскат, столицю Омана. Вперше в ОАЕ наслідний принц втратив своє право таким чином, і в цей період армія ОАЕ була розгорнута навколо режимних об'єктів в Рас-ель-Хаймі на випадок заворушень.
Халід був відомий як прихильник прав жінок і прозахідних реформ. Його дружина, шейха Фавкаі аль-Касамі, була драматургом і активним борцем за жіночі права.

## Смерть і спадкоємність
Шейх Сакр помер після тривалої (кілька місяців) хвороби 27 жовтня 2010 року. Наслідний принц Сауд ібн Сакра аль-Касімі став його наступником. Халід ібн Сакра аль-Касімі ж розмістив в мережі відео, проголосивши себе правителем Рас-ель-Хайми незабаром після смерті свого батька. Відео було частиною ширшої кампанії Халіда, який сподівався заручитися підтримкою США і регіональних влад.
Повідомляється, що Халід не користувався великою підтримкою серед племен Рас-ель-Хайми і лідерів інших шести еміратів. Верховна рада союзу, що складається з правителів 7 правителів еміратів ОАЕ, незабаром заявила про свою підтримку шейху Сауду як наступника шейха Сакра. Сауд оголосив 40-денний траур після свого призначення .